# Sobo (Banyuwangi)
Sobo is een bestuurslaag in het regentschap Banyuwangi van de provincie Oost-Java, Indonesië. Sobo telt 7533 inwoners (volkstelling 2010).